# Levent Şahin
Levent Şahin (* 20. September 1973 in Edremit) ist ein ehemaliger türkischer Fußballspieler und -trainer.

## Akademische Karriere
Şahin studierte an der Gazi Üniversitesi in Ankara Sportwissenschaften und spezialisierte sich auf den Bereich Fußball. Im Anschluss an sein reguläres Studium promovierte er an dieser Universität. Nach dem Abschluss seines Studiums entschied sich Şahin als Fußballtrainer zu arbeiten.

## Spielerkarriere
Über Şahins Fußballspielerkarriere ist wenig bekannt. Er spielte überwiegend bei diversen Vereinen der türkischen Hauptstadt Ankara. Infolge einer schweren Verletzung musste er in der zweiten Hälfte der 1990er Jahre, während seiner Tätigkeit bei Ankara Şekerbank SK, seine Karriere vorzeitig beenden.

## Trainerkarriere
Nach seiner Fußballkarriere entschloss sich Şahin neben seiner akademischen Laufbahn fortan auch als Trainer zu arbeiten. Als erste Tätigkeit arbeitete er in den Jahren 2000 bis 2002 beim Zweitligisten MKE Ankaragücü als Nachwuchstrainer. Im März 2003 wurde er beim Viertligisten Ankara Asaşspor als Co-Trainer eingestellt und assistierte hier dem Cheftrainer Sezai Yıldırım. Anschließend arbeitete Özdeş bis zum Sommer 2009 als Co-Trainer und assistierte fast ausschließlich den drei Trainern Lav, Mesut Bakkal und Ersun Yanal. Nach dieser ersten Erfahrung im Profi-Fußballbereich arbeitete Şahin bei diversen Vereinen als Co- bzw. Nachwuchstrainer.
Im Oktober 2009 wurde er beim Drittligisten Bugsaş Spor als Cheftrainer eingestellt und betreute diesen Verein bis zum Saisonende. In Anschluss an diese Tätigkeit arbeitete er in der Saison 2010/11 als Co-Trainer beim Erstligisten MKE Ankaragücü.
Ab 2012 gehörte er erst als Leistungs- und Analysespezialist dem Trainerstab der türkischen Fußballnationalmannschaft an. Hier profilierte er sich mit der Zeit und übernahm dadurch phasenweise auch die türkische U-16-, U-17- und die A2-Nationalmannschaft als Cheftrainer. Vor der Europameisterschaft 2016 wurde er vom türkischen A-Nationaltrainer Fatih Terim in sein Trainerstab als Assistenztrainer aufgenommen.
Unter der Voraussetzung weiterhin seine Co-Trainertätigkeit bei der türkischen Nationalmannschaft ausführen zu können, übernahm Şahin im Januar 2017 den Erstligisten Adanaspor. Im April 2017 trat er von seinem Amt zurück und setzte seine Co-Trainertätigkeit bei der türkischen Nationalmannschaft fort. Im Dezember 2017 wurde Levent Şahin Co-Trainer bei Galatasaray Istanbul. Sein Vertrag endete am 31. Mai 2021. Şahin gab einen Tag später bekannt, seine Karriere anderweitig fortzusetzen.